# Yaran (Kombori)
Pour les articles homonymes, voir Yaran.
Yaran est une commune située dans le département de Kombori de la province de Kossi au Burkina Faso.